# Władysław Krajewski (balneolog)
Władysław Krajewski z Krajewa herbu Jasieńczyk (ur. 8 stycznia 1839 w Łabuniach, zm. 30 września 1891 w Krakowie) – polski działacz niepodległościowy, sybirak, lekarz balneolog.

## Życiorys
Wywodził się z rodu Krajewskich herbu Jasieńczyk. Urodził się 8 stycznia 1839 w Łabuniach. Był synem Seweryna i Tekli z domu Troszczyńskiej. Jego dziadek Antoni był żołnierzem Tadeusza Kościuszki, ojciec organizatorem oddziałów gen. Józefa Dwernickiego w powstaniu listopadowym, w którym brali udział też krewni od strony matki. Miał brata Henryka (1824-1897, późniejszy spiskowiec i prawnik), wraz z którym był wychowywany przez ks. Feliksa Troszczyńskiego, byłego zesłańca syberyjskiego i proboszcza w Hrubieszowie.
Uczył się w Hrubieszowie, a następnie w gimnazjum gubernialnym w Lublinie. Od 1859 kształcił się w Akademii Medyko-Chirurgicznej w Warszawie. Poza oddaniem się nauce w okresie studiów zbliżył się do ruchu niepodległościowego, uczestniczył w zebraniach Narcyzy Żmichowskiej i Eleonory Ziemięckiej, należał do koła Mierosławczyków, brał udział w słynnej manifestacji 25 lutego 1861, po której dwa dni potem poległo pięciu uczestników. Został wtedy aresztowany i wkrótce potem zwolniony. W październiku 1861 uczestniczył w manifestacji w Horodle i osobiście paktował z Chruszczewem. W styczniu 1863 uniknął branki zapisując się do oddziałów ochotniczych, po czym przed udaniem się do lasu wyjechał do Krasnobrodu, aby pożegnać się z rodzicami. W tym czasie był śledzony i następnie został aresztowany w domu rodzinnym. Przez pół roku przetrzymany w Zamościu, po czym przewieziony do Warszawy i osadzony w Cytadeli. Tam poddawany śledztwu nie wydał nikogo. Został zesłany do wołosti abakańskiej w guberni krasnojarskiej koło Minusińska. Do tego miejsca był prowadzony pieszo przez kilka miesięcy i w tym okresie był wsparciem dla współskazańców. Na miejscu zyskiwał zaufanie i szacunek miejscowych, początkowo nieżyczliwie nastawionych. Z czasem podjął się opieki lekarskiej dla tamtejszej ludności, dokształcając się za pomocą książek specjalnie dla niego sprowadzanych. Działał wraz z uczącym się przy nim ks. ks. Rafałem Drewnowskim (późniejszy założyciel i dyrektor szpitala w Tunce). Jako już znany lekarz został skierowany w miejsce panującej epidemii o kilkaset wiorst od Minusińska, gdzie wskutek jego działań wkrótce potem zakaźna choroba zanikła. Prawdopodobnie w związku z tym osiągnięciem został przeniesiony do Krasnojarska, gdzie żył od 1865 przez cztery lata. Tam jednak zabroniono mu prowadzenia praktyki lekarskiej, był poddany nadzorowi policyjnemu, a mógł jedynie studiować nauki medyczne i lingwistyczne. Pod koniec 1869 został zwolniony z wygnania.
Po powrocie do Warszawy zamierzał dokończył studia medyczne na Akademii, jednak nie wyraziły na to zgody władze rosyjskie. Wobec tego pracował w prywatnych klinikach profesorów Brodowskiego, Chałubińskiego i innych. Mimo starań i obietnic nie udało mi się załatwić odzyskania praw obywatelskich, wskutek czego wyjechał z Królestwa Kongresowego i przez Kraków udał się do czeskiej Pragi, gdzie bezskutecznie usiłował podjąć studia. Ostatecznie został przyjęty na czwarty rok studiów na Wydziale Lekarskim Uniwersytetu  Wiedeńskiego. Pokonawszy wiele trudności, w tym opanowując język niemieckie, łącznie po siedmiu latach uzyskał doktorat. W Wiedniu działał w Stowarzyszeniu Akademickim „Ognisko” i w tym czasie współpracował z Edwardem Krzyżanowskim.
Po studiach osiadł w Teplicach, rozwijając praktykę lekarza balneologa, wkrótce zyskując sławę. Znany był z oddania pacjentom, samarytańskiej postawy, a jego willa „Polonia” była mekką dla chorych, a mieszkanie służyło za szpital. W miesiącach jesiennych i zimowych zamieszkiwał i praktykował w Krakowie. Był współpracownikiem dwutygodnika „Polski Lud”, udzielając na łamach czasopisma porad lekarskich.
Zmarł 30 września 1891 w Krakowie na skutek choroby serca. Po pogrzebie prowadzonym przez o. Edwarda Zygmunta Nowakowskiego został pochowany na cmentarzu Rakowickim w Krakowie (kwatera Fd). Od 20 czerwca 1871 był żonaty z Marią (córka Seweryna Mierzejewskiego, także zesłańca syberyjskiego), z którą miał troje dzieci.

## Upamiętnienie
Staraniem ww. o. Wacława w 1893 w kościele kapucynów w Krakowie ustanowiono marmurową tablicę upamiętniającą dr. Krajewskiego.
Był autorem niekończonego rękopisu pt. Rady i wskazówki higieniczne. Zapiski te zostały wydane w 1893 w Krakowie przez M.G. Łańcuckiego pt. Doktora Władysław Krajewskiego, sybiraka-lekarza. I. Rady i wskazówki higieniczne. II. Życiorys i portretem.